# Карелин, Владимир Петрович
Влади́мир Петро́вич Каре́лин (при рождении Вольф Пинхусович Белоус; 1897 — 3 сентября 1938) — руководящий сотрудник ЧК-ОГПУ-НКВД СССР, отец православного проповедника Ф. В. Карелина. Майор госбезопасности. Один из фальсификаторов так называемого «дела военно-фашистского заговора в РККА». Расстрелян в 1938 году. Признан не подлежащим реабилитации.

## Биография
Отец — владелец мужского частного еврейского училища 3-го разряда в городе Одессе. В 1915—1917 годах учился на юридическом факультете Новороссийского университета в Одессе, но не окончил его. С 1917 года состоял в партии социалистов-революционеров. В ранней юности носил фамилию Белоус, сменил её в честь одного из лидеров партии левых эсеров В. А. Карелина. С 1920 года состоял в РКП(б). В органах ВЧК-ГПУ-НКВД с апреля 1921 года: помощник уполномоченного контрразведывательного отдела О. Во время партийной чистки в 1921 году исключён как бывший эсер. Состоял в ВКП(б) с 1931 г. Сотрудник ГПУ-НКВД в Харькове. Один из доверенных сотрудников И. М. Леплевского.
- начальник отделения КРО,
- в 1930—1934 гг. — помощник и заместитель начальника особого отдела ГПУ УкрССР и ОО ОГПУ УкрВО
- в 1933—1935 гг. — одновременно начальник ИНО.
- С февраля 1935 г. по декабрь 1936 г. начальник ОО УГБ НКВД БелССР.
- 25 декабря 1935 года присвоено звание майора госбезопасности.
- 28 января 1937 г. — заместитель начальника 5-го (Особого) отдела ГУГБ НКВД СССР И. Леплевского.

После назначения в Киев в июне 1937 г. Леплевский не взял с собой Карелина, что повлияло на него самым роковым образом. Арестован 29 июля 1937 г. Внесен в Сталинский список «Москва-центр» от 20 августа 1938 г. по 1-й категории (Список № 3 («Бывш. сотрудники НКВД») — «за» Сталин и Молотов. 3 сентября 1938 г. Военной Коллегией ВС СССР приговорён к ВМН по ст. ст. 58-1а («измена Родине»), 58-8 («террор»), 58-11 («участие в антисоветской организации в органах НКВД») УК РСФСР. Расстрелян в тот же день в Москве. Место захоронения — спецобъект НКВД «Коммунарка».
Согласно составленной Главной Военной прокуратурой СССР в 1956 году справке, майор ГБ В. П. Карелин «принимал… непосредственное активное участие в фальсификации дел на лиц высшего командного и начальствующего состава армии, в том числе в фальсификации дела так называемого руководящего центра военно-фашистского заговора (т. т. Тухачевского М. Н., Уборевича И. П., Якира Й. Э. и др.), а также лично давал указания подчинённым ему сотрудникам о применении к арестованным незаконных методов следствия». Было также установлено, что Карелин «лично допрашивал» Уборевича и Якира — «и добился от них признания».
20 марта 2014 года Судебной коллегией по делам военнослужащих Верховного суда РФ признан не подлежащим реабилитации.

## Семья
- Первая жена (c 1917 по 1931 год) — Эсфирь Львовна Карелина, урождённая Гантварг (1898—?), уроженка г. Одессы, художница, позднее художественный руководитель батичного цеха в Москве, арестована 27 января 1938 года в связи с делом Я. М. Биленкина-Бельского[5], 9 февраля 1938 приговорена к ссылке на 5 лет как СОЭ, однако 9 апреля 1939 постановлением ОС НКВД СССР от ссылки освобождена, а дело прекращено[7].
  - Сын — Феликс Владимирович Карелин, негласный сотрудник МГБ, заключённый, православный проповедник.
- Вторая жена (по материалам её следственного дела) — Алла Израилевна Карелина, урождённая Боксер (1906—?), уроженка г. Одессы. В 1920 году работала воспитательницей в детском доме в Одессе, в 1926 году — сотрудница Луганского отдела ОГПУ, с 1929 по 1932 года — сотрудница Президиума ВСНХ УССР, с 1932 по 1933 года — заведующая отделом Шелкотреста. В 1934—1937 годах — на иждивении мужа, в 1935—1936 годах — студентка Минского педагогического института, в 1937 года поступила на работу художницей по тканям на фабрику художественной росписи по ткани г. Москвы. Арестована 27 августа 1937 года в связи с арестом мужа, в сентябре 1937 г. этапирована в Минск, в октябре 1938 г. переведена в Бутырскую тюрьму. 29 января 1939 года следствие по её делу было прекращено без предъявления обвинения, и она освобождена из-под стражи. Детей в этом браке не было.

## Награды
- 20.12.1932 — орден Трудового Красного Знамени Украинской ССР[8]
- 14.02.1936 — орден Красной Звезды (лишен посмертно Указом Президиума ВС СССР от 02.06.1939)[9]
- 22.07.1937 — орден «Знак Почета» (лишен посмертно Указом Президиума ВС СССР от 02.06.1939)[9]
- знак «Почётный работник ВЧК-ОГПУ (V)» № 729[8]

### Архивы
- ГАРФ фонд 7523,опись 44, дело 80, листы 193—208